# Пасо-де-ла-Патрія
Па́со-де-ла-Па́трія (ісп. Paso de la Patria) — невеличке містечко в аргентинській провінції Коррієнтес, у департаменті Сан-Косме. Місто розташоване на березі річки Парана, у місті злиття її з річкою Парагвай, за 42 км від столиці провінції міста Коррієнтес. Зараз місто відоме серед туристів своїми пляжами, та є Меккою спортивного рибальська. Місто засноване в 1775 році під назвою Пасо-дель-Рей (ісп. Paso del Rey — «королівська протока»), а після Війни Потрійного Альянсу, під час якої тут йшли активні бої, 1872 року було перейменовано у Пасо-де-ла-Патрія — «протока Батьківщини».